# Hipsiklej
Hipsiklej [hipsikléj] (starogrško Υψικλὴς ὁ Ἀλεξανδρεύς: Hipsiklés hó Aleksandreús, latinsko Hypsicles), starogrški matematik in astronom, * okoli 190 pr. n. št., Aleksandrija, Egipt, † okoli 120 pr. n. št.

## Življenje in delo
O življenju Hipsikleja ni dosti znanega. Bil je Hiparhov in Selevkov sodobnik. Verjetno je napisal astronomsko delo O vzidu ozvezdij po ekliptiki (De ascensionibus). V tem delu je dokazal več propozicij o aritmetičnih zaporedjih. Z njimi je izračunal približne vrednosti za čase vzida in zahoda ozvezdij živalskega kroga nad obzorjem. Problem vzhajanja je imel pomembno vlogo v antični in srednjeveški astrologiji. Hipsiklej ni imel sodobnih orodij sferne trigonometrije in je reševal s približki ter pri tem uporabljal mnogokotniška števila. Hipsiklejevo definicijo mnogokotniških števil je navedel Diofant v svoji Aritmetiki in je v sodobnem zapisu:
{\displaystyle {\frac {n((s-2)(n-1)+2)}{2}}\!\,.}
Verjetno so po tem Hipsiklejevem delu privzeli delitev kroga na 360 delov, ker je bil tu dan razdeljen na 360 delov, kar je verjetno povzeto prek babilonske astronomije.
Nekateri tolmači so izrazili mnenje da je Hipsiklej izvirno prispeval le v uvodu, vse drugo pa je pregled babilonskega astronomskega besedila. Njegovo razpravo so v 9. stoletju prevedli v arabščino, v 12. stoletju pa jo je Gerard Cremonski prevedel v latinščino.
Hipsiklej je morda bolj znan po morebitnem avtorstvu apokrifne štirinajste knjige Evklidovih Elementov. Domnevna štirinajsta knjiga je bila verjetno sestavljena na podlagi Apolonijeve razprave. Knjiga nadaljuje Evklidovo primerjavo pravilnih teles včrtanih v sferah. Tu je glavni rezulat da je razmerje ploskev dodekaedra in ikozaedra, včrtanih v isto sfero, enako razmerju njunih prostornin:
{\displaystyle {\sqrt {\tfrac {10}{3(5-{\sqrt {5}})}}}\approx 1,098185\!\,.}